# بوغون شتشين
نادي بوغون شتشين (بالبولندية: MKS Pogoń Szczecin) نادي كرة قدم بولندي يلعب في دوري الدرجة الممتازة. تم تأسيس النادي عام 1948.